# PaRappa the Rapper
PaRappa the Rapper – rytmiczna gra muzyczna wydana w 1996 roku na konsole PlayStation, PSP w 2007. Remaster tej gry ukazał się na PS4 w roku 2017.
Mimo iż sama gra jest prosta i nie wymaga od gracza szczególnych umiejętności, gra zapada w pamięć dzięki unikalnej oprawie graficznej, wpadającej w ucho ścieżce dźwiękowej i dziwacznej fabule. Pomimo iż gra została stworzona w Japonii, wszystkie piosenki i dialogi zostały nagrane w języku angielskim. Poszczególne wersje regionalne różnią się jedynie napisami. Wersja gry z PSP została zmodyfikowana: poziom trudności został podniesiony, a gra zawiera 8 dodatkowych piosenek które można pobrać. Spin-off Um Jammer Lammy został wydany w 1999 roku na PSX a później na PS3 i PSP.

## Fabuła
Tytułowy bohater to antropomorficzny kreskówkowy pies o imieniu Parappa, którego zadaniem jest rapować w rytm muzyki. Jego motto powtarzane w wielu momentach brzmi "I Gotta Believe".

## Piosenki
- Kick! Punch!
- Driver's Test
- Flea Market
- Seafood Cake
- Full Tank
- PaRappa's Live Rap

### Inne
- Love You RAP
- Funny Love
- The Jet Baby